# Cérébroside
Les cérébrosides sont des lipides qui font partie des glycosphingolipides (appelés aussi simplement sphingolipides). Ils sont constitués d’un céramide lié par une liaison bêta-osidique à un ou plusieurs oses neutres. Pour les oses chargés voir les gangliosides. L'acide gras est souvent à longue chaine, et en particulier l'acide nervonique.

Un galactosylcéramide estérifié par un acide gras en C16 (acide palmitique)

Ils peuvent être α hydroxylés au niveau de l'acide gras.

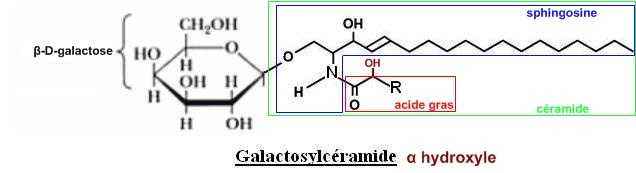
Galactosylcéramide-α-hydroxyle, R= chaine carbonée paire saturée

## Différents types

### Monohexosiques
Ils sont dits monohexosiques lorsque le céramide est lié à un seul ose.
Exemples : 
- céramide + glucose = glucosylcéramide
- céramide + galactose = galactosylcéramide

Les glucosylcéramides ne sont jamais sulfatés, au contraire du galactosylcéramide.

### Polyhexosiques
Ils sont dits polyhexosiques lorsque le céramide est lié à plusieurs oses.
Exemple : 
- céramide + lactose = lactosylcéramide (lactose = glucose + galactose)

## Fonctions biologiques

### Localisation
Les cérébrosides sont des lipides membranaires, notamment présents dans le tissu nerveux et cérébral. Il est le constituant majeur de la gaine de Myéline.

### Médical
Un surplus de cérébrosides peut entrainer la cérébrosidose, comme dans la maladie de Gaucher. La cérébrosidose est par conséquent une sphingolipidose (le cérébroside étant un sphingolipide), une des formes de lipidose.